# 트로피컬 마닐라
"트로피컬 마닐라"는 2012년에 개봉한 대한민국의 영화이다.

## 캐스팅
- 제랄드 드 베라 : 필립 역
- 김수남 : 김두식 역
- 마리스 샤넬 리부카스 : 엄마 역
- 이상우 : 영희 아빠 역